# 卡拉賈貝伊

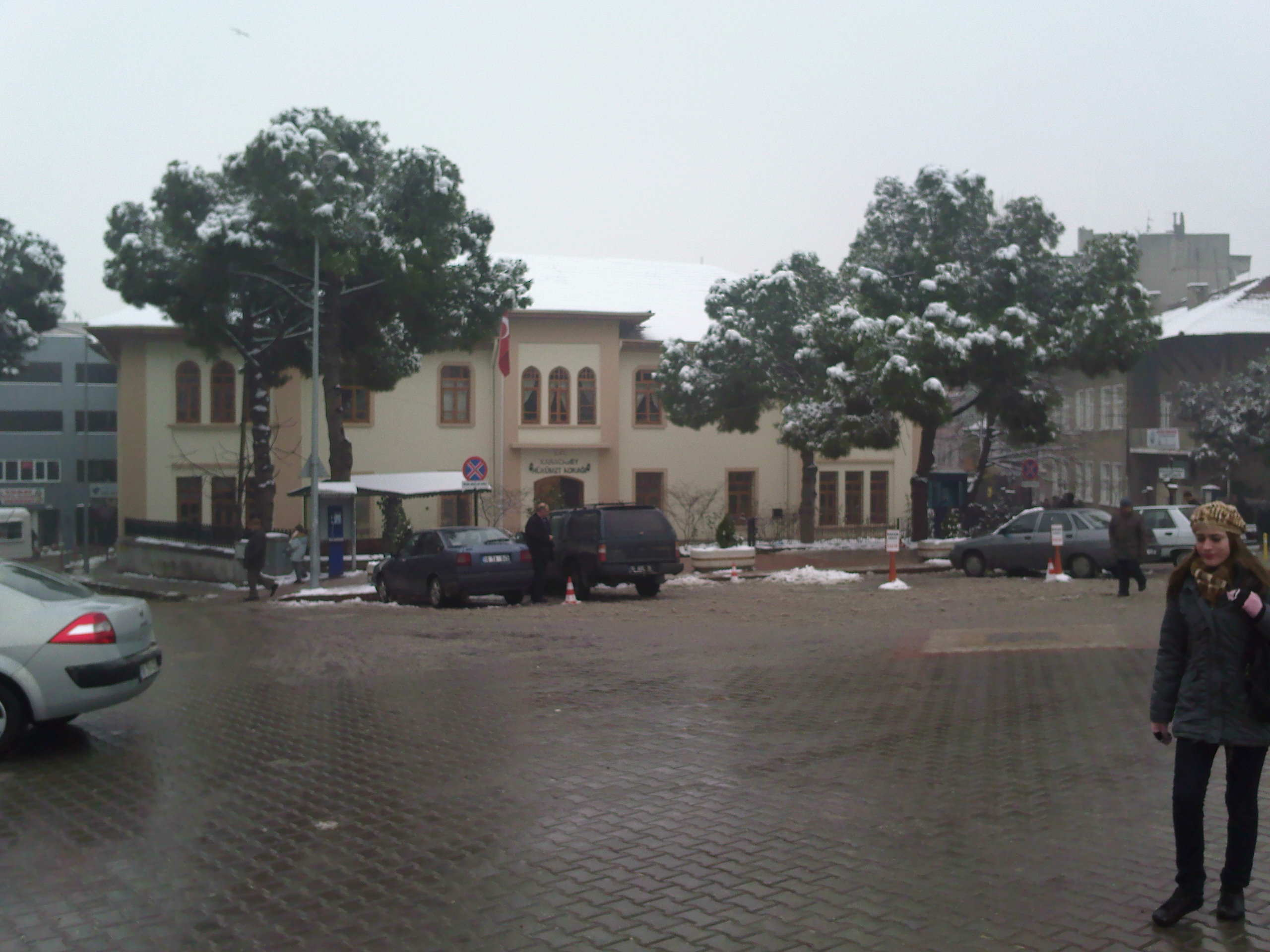
Karacabey

卡拉賈貝伊是土耳其的城鎮，位於該國西北部馬摩拉海以南32公里，距離布爾薩65公里，由布爾薩省負責管轄，面積1,285平方公里，2008年人口65,887。
40°13′N 28°21′E / 40.217°N 28.350°E